# 1594
| 1594               |
| ------------------ |
| Dødsfald - Fødsler |
|                    |

| Gregoriansk kalender | 1594 MDXCIV             |
| Ab urbe condita      | 2347                    |
| Armensk kalender     | 1043 ԹՎ ՌԽԳ             |
| Kinesiske kalender   | 4290 – 4291 癸巳 – 甲午 |
| Etiopisk kalender    | 1586 – 1587             |
| Jødisk kalender      | 5354 – 5355             |
| Hindukalendere       |                         |
| - Vikram Samvat      | 1649 – 1650             |
| - Shaka Samvat       | 1516 – 1517             |
| - Kali Yuga          | 4695 – 4696             |
| Iransk kalender      | 972 – 973               |
| Islamisk kalender    | 1002 – 1003             |

Konge i Danmark: Christian 4. 1588 – 1648
Se også 1594 (tal)

## Begivenheder
- Formynderregeringens leder kansler Niels Kaas dør 29. juni. Rigsråd Jørgen Ottesen Rosenkrantz overtager ledelsen af Danmark.

## Født
- Rigsadmiral Ove Gjedde
- 9. december – Gustav 2. Adolf af Sverige

## Dødsfald
- 2. februar- Giovanni Pierluigi da Palestrina, italiensk komponist.
- 14. juni – Orlando di Lasso, flamsk komponist.
- 16. august - Hans Laugesen, dansk biskop

## Musik
- Thomas Morley udgiver de første engelske madrigaler.